# Cross Epoch
Cross Epoch (クロスエポック, Kurosu Epokku) est un manga réalisé par Akira Toriyama et Eiichirō Oda. Il s'agit d'un crossover entre leurs séries phares : Dragon Ball et One Piece, publié le 25 décembre 2006 au Japon dans le Weekly Shōnen Jump spécial Noël. En revanche, il n'y aura pas de publication française à cause du partage du droit d'auteur sur deux séries différentes.

## Synopsis
Un jour, soudainement, Mr Satan devient le roi d'un pays. Pourquoi, et surtout comment un tel homme est-il devenu roi si soudainement ? La raison semble avoir été comprise par Chopper, Krilin et les autres qui se dirigent alors tous vers le même endroit…

## Personnages

### Issus deDragon Ball
- Bulma
- Kamé Sennin
- Krilin
- Piccolo
- Pilaf
- Mr Satan
- Son Goku
- Trunks
- Vegeta
- Shenron

### Issus deOne Piece
- Baggy le clown
- Monkey D. Luffy
- Nami
- Nico Robin
- Roronoa Zoro
- Sanji
- Tony-Tony Chopper
- Usopp